# Sordera
La sordera (también sordez)es la dificultad o la imposibilidad de usar el sentido del oído debido a una pérdida de la capacidad auditiva parcial (hipoacusia) o total (cofosis), y unilateral o bilateral. Así pues, una persona sorda será incapaz o tendrá problemas para oír. Esta puede ser un rasgo hereditario o puede ser consecuencia de una enfermedad, traumatismo, exposición a largo plazo al ruido, o medicamentos agresivos para el nervio auditivo.

## Definición

### Pérdida de audición
La pérdida de audición se produce cuando se disminuye la sensibilidad a los sonidos que normalmente se sienten. Los términos de deterioro o con problemas de audición son generalmente reservados a las personas que tienen insensibilidad relativa a los sonidos en las frecuencias del habla. La gravedad de la pérdida auditiva se clasifica de acuerdo con la necesidad de ampliar el aumento del volumen por encima del nivel normal antes de que el oyente lo pueda detectar.
La sordera se define como un grado de deterioro que una persona es incapaz de comprender el habla, incluso en la presencia de amplificación. En sordera profunda, incluso los sonidos más fuertes producidos por un audiómetro (un instrumento utilizado para medir la audición mediante la producción de tonos puros a través de una gama de frecuencias) no pueden ser detectados. En sordera total, no se percibe ningún sonido en absoluto, independientemente de la amplificación o método de producción escuchado.
En el caso humano, al someter el tímpano a 150 decibelios éste se rompe, quedando la persona sorda.

### Percepción del habla
Otro aspecto de la audición implica la claridad percibida de un sonido en lugar de su amplitud. En los seres humanos, este aspecto se mide generalmente por medio de pruebas de percepción de habla. Estas pruebas miden la capacidad para entender el habla, no sólo la detección del sonido. Hay tipo de trastornos muy raros que afectan la audición y la comprensión del habla.

## Tipos de sordera
- Sordera parcial: Se manifiesta cuando la persona tiene una leve capacidad auditiva (hipoacusia) y pueden usar un aparato auditivo para que ésta mejore, pero no se ven obligados a hacerlo.[6][7]
- Sordera total o completa: Se manifiesta cuando la persona afectada no tiene capacidad para oír absolutamente nada. En este caso se puede llegar a utilizar el implante coclear,[8] aunque dependerá de la particularidad de cada persona.

La sordera también se da por desgaste de los oídos; esto explica por qué los adultos no pueden oír algunas frecuencias que personas de menor edad sí pueden.

## Cuadro clínico
Para comprobar el grado de sordera de una persona, se le hace una prueba de audiometría, de manera que una persona con sordera puede tener problemas en la percepción correcta de la intensidad (decibelios) o de la frecuencia (hercios) de sonidos relacionados con el lenguaje oral, y es frecuente que se den resultados diferentes para cada oído. La pérdida de la capacidad auditiva generalmente se describe como leve, benigna, moderada, severa o profunda, dependiendo de dicha prueba. Generalmente, cuando una persona cuya pérdida de la capacidad auditiva supere a los 90 dB, se considera entonces persona sorda.

## Tipos
Existen diversos criterios a la hora de clasificar las diferentes tipologías de pérdida auditiva o sordera.[cita requerida]
1. Según la localización de la lesión.
2. Según el grado de pérdida auditiva.
3. Según las causa de pérdida auditiva.
4. Según la edad de comienzo de la pérdida auditiva.

### 1. Según la localización de la lesión

#### Pérdida auditiva conductiva o de transmisión
Causadas por enfermedades u obstrucciones en el oído exterior o medio (las vías de conducción a través de las cuales el sonido llega al oído interior), las pérdidas auditivas conductivas normalmente afectan a todas las frecuencias del oído de manera uniforme.

#### Pérdida auditiva sensorial, neurosensorial o de percepción[9]
Son en los casos en los que las células ciliadas del oído interno, o los nervios que lo abastecen, se encuentran dañados. Estas pérdidas auditivas pueden abarcar desde pérdidas leves a profundas. A menudo afectan a la habilidad de la persona para escuchar ciertas frecuencias más que otras, de manera que escucha de forma distorsionada el sonido, aunque utilice un audífono amplificador. No obstante, en la actualidad, las grandes prestaciones tecnológicas de los audífonos digitales son capaces de amplificar solamente las frecuencias deficientes, distorsionando inversamente la onda para que la persona sorda perciba el sonido de la forma más parecida posible como sucedería con una persona oyente.

#### Pérdida auditiva mixta
Se refiere a aquellos casos en los que existen aspectos de pérdidas conductivas y sensoriales, de manera que existen problemas tanto en el oído externo o medio y el interno. Este tipo de pérdida también puede deberse a daños en el núcleo del sistema nervioso central, ya sea en las vías al cerebro o en el mismo cerebro. Es importante tener cuidado con todo tipo de golpes fuertes en la zona auditiva, ya que son los principales causantes de este tipo de sordera.

#### Pérdida auditiva central
Esta cuarta tipología, que hace referencia solo y exclusivamente a lesiones en los centros auditivos del cerebro.

### 2. Según el grado de pérdida auditiva
Se mide en decibelios y se clasifica en pérdida leve, moderada, severa o profunda (cofosis):
- Pérdida auditiva leve (20-40 dB)
  - Dificultad en determinados fonemas: dislalias audiogénicas
  - Ciertos problemas de lectoescritura
  - Hay lenguaje de manera natural
- Pérdida auditiva moderada (40 a 70 dB)
  - Dificultad con más número de fonemas: dislalias generalizadas
  - Problemas de comprensión por la dificultad de percepción
  - Problemas de lectoescritura
  - Hay lenguaje
- Pérdidas auditivas severas (70 a 90 dB)
  - No hay habla o sólo dice palabras sueltas, las que percibe con mayor intensidad
  - Tiene cierta experiencia sonora
  - Voz muy alterada
  - No tiene prosodia
- Pérdidas auditivas profundas (+90 dB)
  - No hay conciencia sonora
  - No hay habla espontánea
  - No tiene control de voz

Para comprobar el grado de sordera de una persona, se le hace una prueba de audiometría, de forma que una persona con sordera puede tener problemas en la percepción correcta de la intensidad (decibelios) o de la frecuencia (hercio) de sonidos relacionados con el lenguaje oral, y es frecuente que se den resultados diferentes para cada oído. La pérdida de la capacidad auditiva generalmente se describe como leve, benigna, moderada, severa o profunda, dependiendo de la mencionada prueba. Generalmente, cuando un niño con una pérdida de la capacidad auditiva supere a los 90 dB, se considera entonces que necesita un método educativo específico para personas sordas.[cita requerida]

#### Pérdida total y cofosis[citarequerida]
Umbral por encima de 90 dB. Puede ser debido a malformaciones internas del canal auditivo o a la pérdida total de los restos auditivos por motivos genéticos. Entre todas las personas sordas, el porcentaje de personas que padecen cofosis es muy pequeño, casi insignificante, ya que se trata de una malformación (ausencia de cóclea, por ejemplo).

### 3. Según la causa de pérdida auditiva
La etiología de la discapacidad auditiva puede ser por causas exógenas como la rubeola materna durante el embarazo, incompatibilidad del factor Rh y que suelen provocar otros problemas asociados (dificultades visuales, motoras, cognitivas). O bien puede ser una sordera hereditaria, la cual, al ser recesiva, no suele conllevar trastornos asociados.

### 4. Según la edad de comienzo de la pérdida auditiva
El momento en el que aparece la discapacidad auditiva es determinante para el desarrollo del lenguaje del individuo, por lo que se pueden distinguir 3 grupos:[cita requerida]
1. Prelocutivos: si la discapacidad sobrevino antes de adquirir el lenguaje oral (antes de 2 años).
2. Perilocutivos: si la discapacidad sobrevino mientras se adquiría el lenguaje oral (2-3 años).
3. Poslocutivos: si la discapacidad sobrevino después de adquirir el lenguaje oral (después de 3 años).

## Causas

### Genéticas
Pueden estar involucrados genes recesivos o dominantes. Los más comunes son el síndrome de Stickler y el síndrome de Waardenburg entre los de genes dominantes y el síndrome de Pendred, el síndrome de acueducto vestibular dilatado y el síndrome de Usher entre los de genes recesivos.[cita requerida]

### Adquiridas

#### Otológicas
- Presbiacusia: primera causa de sordera que afecta especialmente a los tonos altos en personas de edad avanzada.[11]
- Otosclerosis: por fijación de la estribo en la ventana oval.
- Otitis media: por ejemplo, por adenoiditis (vegetaciones) que no desaparecen después de la adolescencia y obstruyen la trompa de Eustaquio.
- Tapón de cerumen.

#### Neurológicas y postinfecciosas
- Meningitis
- Meningoencefalitis
- Parotiditis
- Enfermedades autoinmunes.
- Adquiridas en el embarazo: La bacteria Chlamydia y el alcoholismo de la madre (este en el 64 % de los casos) se puede convertir en sordera para los neonatos. También la sífilis en un 30 % de los casos.
- Nacimiento prematuro.

#### Fármacos
Algunos medicamentos pueden causar daños irreversibles al oído; entre ellos se encuentra el grupo de los aminoglucósidos. Otros medicamentos tienen efectos negativos, pero son reversibles.

#### Lesiones traumáticas
- En la oreja. Entre ellos la exposición a ruidos por encima de los 90 decibelios en forma de sordera progresiva temporal o permanente que es la segunda causa de sordera.
- En el cerebro temporal.

## Tratamientos médicos
- Audífonos externos: En las sorderas de tipo conductivo
- Implantes cocleares: Con resultados diversos.

## Prevención
Se estima que la mitad de los casos de deterioro de la audición y la sordera son evitables. Hay toda una serie de estrategias preventivas que son eficaces incluyendo la inmunización contra la rubeola para reducir las infecciones congénitas, la inmunización contra H. influenza y S. pneumoniae para reducir los casos de otitis mediana y evitar o proteger contra la exposición excesiva al ruido. La educación sobre los peligros de la exposición al ruido peligroso aumenta el uso de protectores auditivos.

## Descripción
La pérdida auditiva se describe como:
- Unilateral o bilateral: La pérdida auditiva se produce en un oído (unilateral) o en ambos (bilateral).
- Prelingüística o postlingüística: La pérdida se desarrolla antes de que la persona aprendiera a hablar (prelingüística) o después de que esto ocurra (postlingüística).
- Simétrica o asimétrica: La pérdida auditiva se manifiesta en el mismo grado en ambos oídos (simétrica) o distintamente en cada oído (asimétrica).
- Gradual o repentina: La pérdida auditiva empeora por el tiempo (gradual) u ocurre repentinamente (repentina).
- Fluctuante o estable: La pérdida de la audición mejora o empeora con el tiempo (fluctuante) o se mantiene igual (estable).
- Congénita o adquirida/de aparición tardía: La pérdida auditiva está presente desde el momento del nacimiento (congénita) o sobreviene más adelante (adquirida o de aparición tardía).

## Causas
Sordera verdadera o pérdida del umbral de intensidad de audición.
| Sordera de transmisión (Conducción) | Sordera de percepción (Sensorial) |
| --- | --- |
| - Lesiones del oído externo. - Malformaciones. - Estenosis del conducto. - Infección del conducto. - Lesiones obstructivas. - Lesiones del oído medio. - Obstrucción tubárica. - Otitis medias y sus secuelas. - Perforación de la membrana timpánica. - Tumores. - Malformaciones de los huesecillos. - Otitis Media Secretora. - Lesiones de la cápsula ótica. - Infecciones como la sífilis. - Distrofias del oído como la otosclerosis. | - Lesiones del oído interno. - Malformaciones. - Intoxicaciones medicamentosas. - Infecciones. - De vecindad como la otitis media. - Primarias como la laberintitis. - Víricas como la parotiditis, virus neurotropos, etc. - Alteraciones vasculotensionales del laberinto como la enfermedad de Ménière. - Traumatismos. - Tumores. - Herencia como la presbiacusia. - Lesiones retrolaberínticas o radiculares. - Infecciones como la meningitis o secuelas peripetrosas de otitis. - Víricas. - Neuríticas. - Tumorales como el neurinoma del acústico. - Lesiones centrales bulbares bajas, pues las lesiones altas no determinan sordera. |

## Cobertura de la hipoacusia

### Argentina
En Argentina las obras sociales y las empresas de medicina prepaga cubren el tratamiento de la hipoacusia, los audífonos y prótesis auditivas y la rehabilitación. También cubren el implante coclear, que es un dispositivo electrónico que se pone detrás del oído y posibilita a la persona sorda la recuperación parcial de la audición.
Las empresas argentinas de telefonía domiciliaria y móvil deben proveer equipos para personas con discapacidad auditiva y dar un servicio adecuado para permitirles la comunicación. Las personas con discapacidad auditiva tienen prioridad en la instalación de este servicio de telefonía cuando el teléfono sea su única forma de comunicarse y no deben pagar una mayor tarifa por usar estos teléfonos, las tarifas deben ser iguales a las de los teléfonos domiciliarios convencionales.
Las empresas de telefonía móvil están obligadas a vender equipos compatibles para personas hipoacúsicas y los equipos especiales no pueden ser superiores a los de los equipos habituales.

## Consecuencias sociales
En muchos casos puede ampliar considerablemente en la forma en que la persona sorda se relaciona con su entorno humano, al encontrarse con una nueva forma de comunicación aparte la sonora, es decir, con la lengua visual. Sin embargo, el modo en que se entienden las consecuencias de esa nueva capacidad puede variar considerablemente, de manera que la persona sorda adquiere la otra perspectiva fundamental acerca la existencia de la lengua visual y su otra identidad.

### Antropología social de la sordera

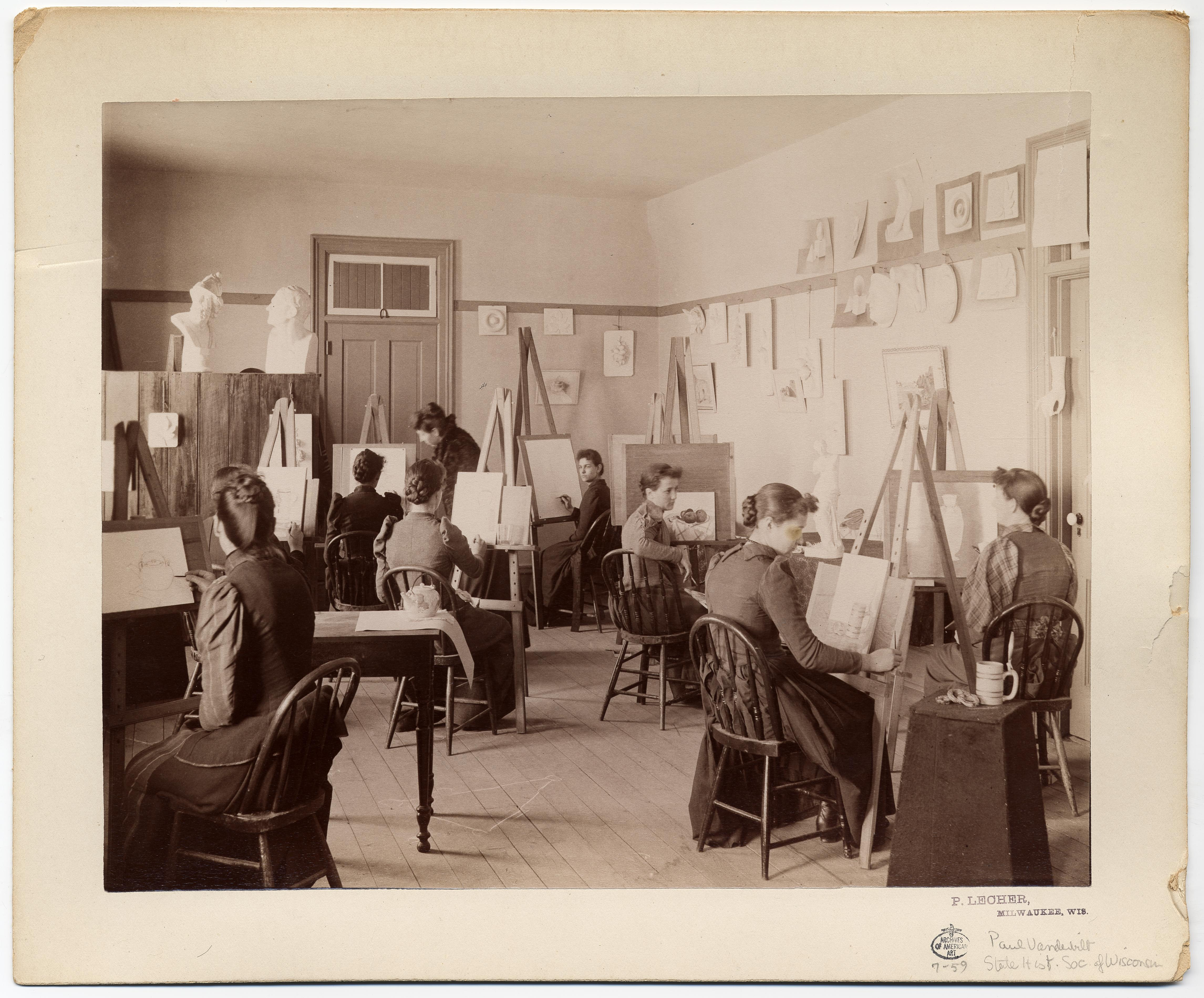
Clase de arte en una escuela estatal para mujeres sordas, Wisconsin, 1880.

A partir de los trabajos de William C. Stokoe, Paddy Ladd, Alejandro Oviedo, Harlan Lane se propone abordar la sordera desde un punto de vista socio-antropológico.
Desde esta visión se percibe que la persona Sorda (con S mayúscula) es aquella que forma parte de una comunidad lingüística minoritaria, ya que se comunican, construyen ideas, piensan y aprenden a través de la lengua de señas, aunado a ello, tienen una cultura propia que está engarzada a las formas en las que perciben el mundo. Lo cual permite hacer una diferenciación con ser persona sorda (con s minúscula), que hace referencia a quienes tienen un diagnóstico médico, pero que no crean vínculos con la comunidad Sorda.
El vínculo social-comunicativo entre las personas Sordas se establece a partir de la lengua de señas, por ello, la interacción con las personas oyentes suele estar rodeada de barreras comunicacionales que pueden ser diluidas con la participación de intérpretes, con el aprendizaje de la lengua de señas del país de origen o con la interacción activa con la comunidad Sorda.
Las diversas maneras de ser personas Sordas están relacionadas con la etapa de vida en la que han adquirido la condición auditiva y en la que han aprendido la lengua de señas. Por ello, puede haber personas Sordas que usen la lengua de señas y estén oralizadas (es decir hablan), otras que se ayudan del uso de auxiliares auditivos o de implantes cocleares, que hablan, oyen y se comunican por medio de la voz y de la lengua de señas.
El uso del término sordomudo, es considerado peyorativo por las personas Sordas, ya que la condición auditiva no está intrínsecamente relacionada con el aparato fonador. Una persona Sorda puede hablar.

### El asociacionismo en el colectivo sordo
Debido a unos ciertos factores que han vivido de manera común entre todo el colectivo sordo, con el paso del tiempo se han ido formando varias federaciones y asociaciones de personas sordas donde pueden encontrar todo tipo de ayudas, facilidades, actividades de ocio y compañía. A nivel mundial, hay dos que son las más importantes: la World Federation of the Deaf (WFD) o también llamada Federación Mundial de Sordos (FMS) y la Unión Europea de Sordos (EUD).
- Federación Mundial de Sordos (FMS): es una organización internacional no gubernamental que nació en 1951. Esta representa aproximadamente a 70 millones de personas Sordas de todo el mundo. Más del 80 por ciento de estos 70 millones viven en países en vía de desarrollo, donde los altos cargos del país pocas veces están familiarizados con sus necesidades. La Federación Mundial de Sordos trabaja con la colaboración de las Naciones Unidas por la promoción de los derechos humanos de las personas sordas. En caso necesario la FMS utiliza medidas especiales, legales o administrativas para garantizar que las personas Sordas de todos los países tengan derecho a preservar sus lenguas de señas propias, organizaciones y actividades culturales y otras. El más importante entre sus prioridades son las personas sordas en los países en vías de desarrollo, el derecho a la lengua de señas, y la igualdad de oportunidades en todos los ámbitos de la vida, incluido el acceso en la educación y la información que se ven dificultades debido a las barreras de comunicación. La sede de la Federación Mundial de Sordos está ubicada en Helsinki, Finlandia, a la sede de la Asociación Finlandesa de Sordos. Las propuestas que la Federación Mundial se propone mejorar son: la situación de las lenguas de señas, la educación para personas Sordas, el acceso a información y servicios y los derechos humanos de las personas Sordas en los países en vía de desarrollo.[20]
- Unión Europea de Sordos (EUD): en 1985 se fundó y tiene origen en la Secretaría Regional de la Federación Mundial de Sordos en la Comunidad Europea (ECRS). Es no gubernamental sin ánimo de lucro y representa los intereses de las Personas Sordas europeas. La sede está en Bruselas y la mayoría de países europeos forma parte, excepto Luxemburgo, Islandia y Noruega.[21]En España encontramos la Confederación Estatal de Personas Sordas (CNSE),[22] que está formada por todas las federaciones y asociaciones del país. Cada comunidad autónoma tiene una federación y hay más de 115 asociaciones provinciales y locales de personas sordas.

### Vistas de los tratamientos
Ha habido una gran controversia dentro de la comunidad sorda culturalmente con los implantes cocleares. En la mayor parte, hay poca objeción a los que han perdido la audición más tarde en la vida, o adultos culturalmente sordos (voluntariamente) que han elegido de estar proveídos de un implante coclear.
Muchas personas en la comunidad sorda se oponen firmemente al hecho que un niño sordo esté equipado con un implante coclear (a menudo con el asesoramiento de un médico especialista); los nuevos padres pueden no tener suficiente información sobre la crianza de niños sordos y realizan programas de exposición oral que hace hincapié en la capacidad de hablar y escuchar sobre otras formas de comunicación, como la lengua de signos o la comunicación total. Otras preocupaciones incluyen la pérdida de la cultura y las limitaciones de los sordos sobre la restauración de la audición.
La mayoría de los padres y los médicos dicen a los niños que no tienen que jugar deportes o participar en actividades que pueden causar lesiones a la cabeza, por ejemplo el fútbol, el hockey, o el baloncesto. Un niño con una pérdida auditiva puede preferir mantenerse alejado de lugares con mucho ruido, como por ejemplo conciertos de rock, partidos de fútbol, aeropuertos, etc., puesto que esto puede causar un desbordamiento de ruido, un tipo de dolor de cabeza que se produce en muchos niños y adultos cuando están cerca de los ruidos fuertes.

### Lengua de señas
La lengua de señas se transmite a través de la comunicación manual y del cuerpo en vez de la transmisión acústica. Esto puede implicar combinar simultáneamente formas de la mano, la orientación y el movimiento de las manos, brazos o el cuerpo y expresiones faciales para expresar de manera fluida los pensamientos de la persona.
No hay una sola "lengua de señas". En las comunidades de personas sordas se desarrolla esta lengua. Mientras que utilizan el espacio para la gramática de una manera que las lenguas orales no lo hacen, las lenguas de signos presentan las mismas propiedades lingüísticas y utilizan la misma facultad del lenguaje como lo hacen las lenguas orales. Centenares de lenguas de signos están en uso en todo el mundo y se utilizan en los núcleos de la cultura sorda local. Algunas lenguas de signos han obtenido algún tipo de reconocimiento legal, mientras que otros no tienen ningún estatus. Las lenguas de signos para sordos no se basan en las lenguas habladas en la región, y a menudo tienen una sintaxis muy diferente en parte, pero no completamente, por su capacidad de utilizar las relaciones espaciales para expresar aspectos de significado. (Véase Relaciones de las lenguas de signos con los idiomas hablados.)
El abad Charles-Michel del Épée fue la primera persona que abrió una escuela para sordos. El Épée enseñó la lengua de signos francesa a los niños, y empezó la propagación de muchas escuelas para sordos en Europa. Thomas Gallaudet viajaba a Inglaterra para iniciar una escuela para sordos. Su inspiración fue una niña de nueve años, que vivía junto a su casa. Al ver a conquistar sus luchas realizadas Gallaudet quiso enseñar y ver a otros niños conquistar sus propias discapacidades. Gallaudet fue testigo de una demostración de las habilidades de enseñanza de sordos de Roch-Ambroise Cucurron Sicard, Jean Massieu, y Laurent Clerc, los maestros de la enseñanza de los niños sordos en la época. Después de la demostración, Gallaudet estudió con los maestros franceses y perfeccionar sus habilidades de enseñanza. Un golpe acabó el aprendizaje Gallaudet y Clerc viajaron a los Estados Unidos y abrieron la primera escuela para sordos en Hartford, Connecticut. El American Sign Language, o ASL, iniciada a evolucionar a partir principalmente de la francesa, y otras influencias externas.

### Escuela

#### Políticas gubernamentales en EE.UU.

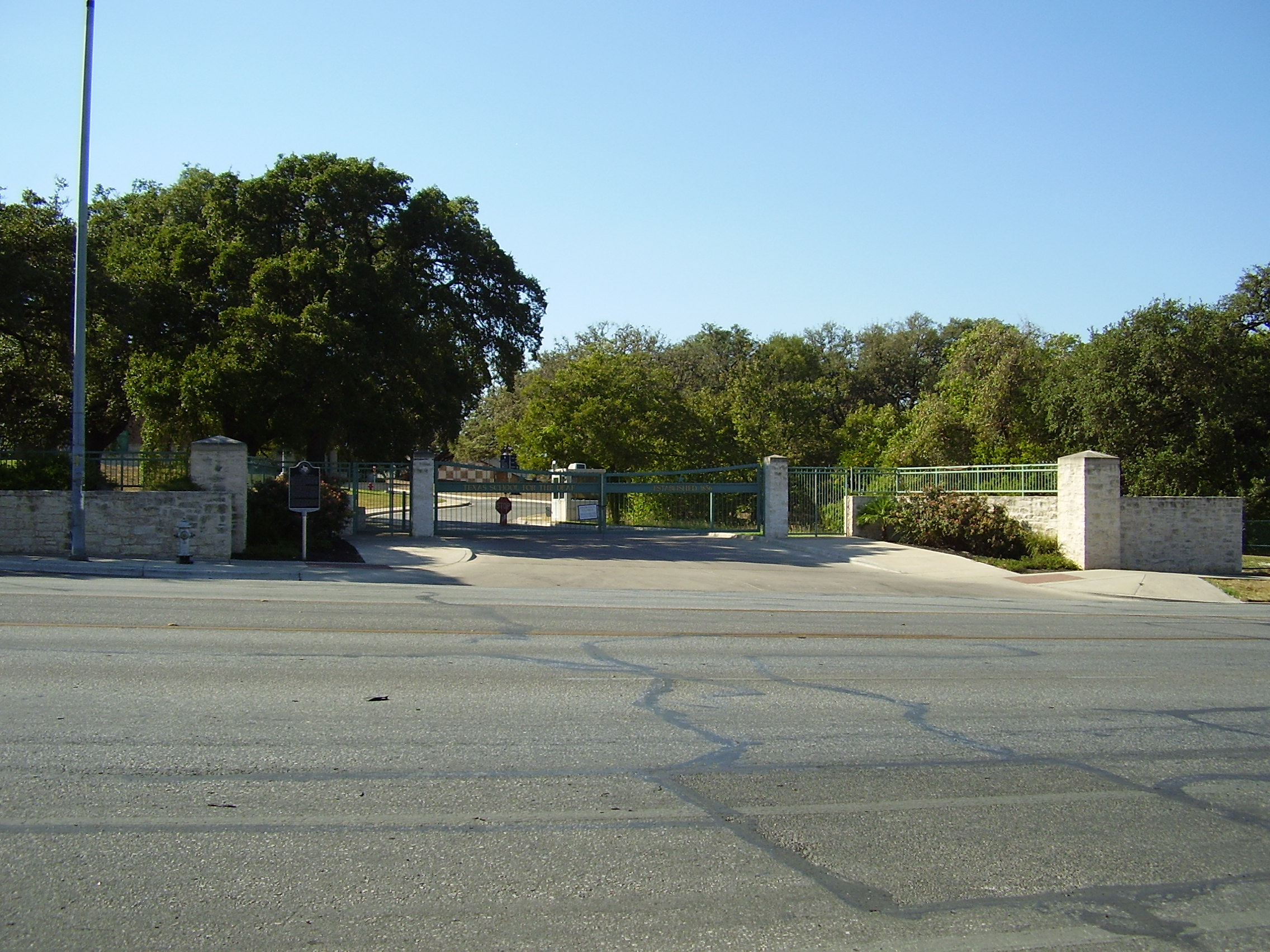
Texas School for the Deaf

Las personas sordas han visto históricamente como se ha deshabilitado el acceso en una educación pública libre y adecuada. Un niño con problemas de audición tiene que recibir un plan de educación individualizado, como la IEP, que considera que proporciona "el lenguaje y las necesidades de comunicación del niño. El IEP tiene que incluir oportunidades para la comunicación directa con compañeros y profesionales. También tiene que incluir el nivel académico del estudiante, y, finalmente, tiene que incluir toda la gama de necesidades de los estudiantes" El gobierno también distingue entre la sordera y la pérdida de audición. El Departamento de Educación de los Estados Unidos afirma que la sordera es la pérdida severa que una persona no puede procesar cualquier tipo de información oral, incluso si esta persona tiene algún tipo de mejora audioprótesis de audición. El Departamento de Educación de los Estados Unidos afirma que una deficiencia auditiva es cuando la educación de una persona se ve afectada por la posibilidad de ser capaz de sentir. Esta definición no se incluye en el término sordera. Porque una persona pueda necesitar servicios especiales, la persona tiene que sentir más de 20 decibelios y su rendimiento educativo se tiene que ver afectado por la pérdida de audición. Esto es lo que el gobierno dice sobre las políticas gubernamentales y los servicios individualizados.

#### Inclusión vs. retirada

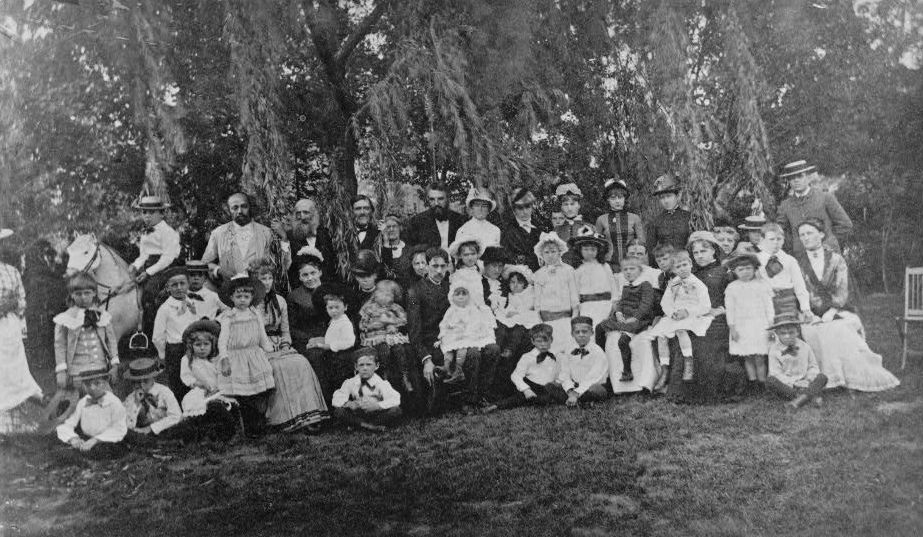
Alexander Graham Bell con profesores y alumnos de la Escuela Círculo de Scott para niños sordos, Washington D. C., 1883

Hay opiniones variadas sobre el tema entre los que viven en comunidades de sordos, y los que tienen familiares sordos que no viven en comunidades de sordos. Las comunidades de sordos son donde típicamente sólo se utilizan lenguas de signos.[cita requerida]
Muchos padres que tienen un hijo con problemas de oído prefieren que su hijo sea al entorno menos restrictivo de su escuela. Esto puede ser porque la mayoría de niños sin oído nacen a padres que sienten. Esto también puede ser debido a la reciente campaña para la inclusión en las escuelas públicas.
Se suele entender mal que un entorno menos restrictivo significa integración o inclusión. A veces, los recursos disponibles en las escuelas públicas no se ajustan a los recursos de una escuela residencial para sordos. Muchos padres optan para educar su hijo sordo en un aula de educación convencional, puesto que se los dice que la integración en el ámbito público es el entorno menos restrictivo; cosa que no siempre es así. Aun así, hay colectivos de padres que consideran que el aula de educación convencional no es el ambiente menos restrictivo. Estos padres consideran que poner su hijo en una escuela residencial donde todos los niños son sordos puede ser más adecuado para su hijo, puesto que el personal tiende a ser más consciente de las necesidades y luchas de los niños sordos. Otra razón por la cual estos padres sienten que una escuela residencial puede ser más adecuada que un aula de educación convencional es que el alumno no podrá comunicarse con los compañeros debido a la barrera idiomática.[cita requerida]
En una escuela residencial donde todos los niños utilizan el mismo lenguaje (ya sea una escuela con ASL, Comunicación Total, u Oralismo), los estudiantes podrán interactuar con normalidad con otros estudiantes sin tener que preocuparse para ser fiscalizados. Por otro lado, un argumento que mejor apoya la idea de inclusión dice que exponer el alumno entre personas que no son como él lo prepara para la vida adulta. Mediante la interacción, los niños con discapacidad auditiva pueden conocer otras culturas que, en el futuro, pueden ser beneficiosas para encontrar trabajo y vivir por su cuenta en una sociedad donde su discapacidad los pueda situar en minoría. Estos son algunos de los motivos por los cuales una persona puede querer o no poner su hijo en una aula de inclusión.

### Mitos
Hay varios mitos sobre personas sordas:
1. Las personas sordas no tienen permiso para conducir.
  - Las personas sordas pueden conducir.
  - La mayoría de los países simplemente requieren que los conductores sordos utlicen ambos espejos retrovisores laterales. Otros países piden que se agreguen espejos panorámicos o dispositivos visuales que puedan convertir específicos sonidos ambientales, sirenas o claxon, en luces.[25]
  - Algunos países del tercer mundo no dan el permiso de conducir a los sordos.
2. Todas las formas de pérdida auditiva se pueden solucionar intermediando audífonos o implantes cocleares.
  - A pesar de que muchas personas sordas pueden simplemente usar audífonos para llegar a soluciones deseadas, hay otros que no pueden beneficiarse de este uso.[26] Una de las razones es que no disponen de canales de oído internos o externos donde colocar los moldes; otra, que los audífonos no son bastante potentes.
  - Para algunos con deficiencias auditivas que pueden causar la distorsión de los sonidos entrantes, un implante coclear puede incluso empeorar la distorsión.[26] No obstante, un audífono de conducción por huesos (con las siglas BAHA en inglés) nunca afectará la audición de manera negativa, puesto que reconduce el sonido a través del cráneo.
3. Todas las personas sordas son expertas en cultura sorda.
  - No todas las personas sordas están especializadas en antropología.[27]
  - A pesar de la deafhood, comprensión innata, muchos no saben cómo explicarlo en palabras.
4. Todas las personas sordas quieren sentir.[cita requerida]
  - Mientras que algunas personas sordas querrían recuperar la audición, no es el caso de todos. Algunos se enorgullecen de su sordera o lo ven como una deaf gain, pues esto tiene sus propios beneficios.
5. Las personas que no pueden oír no pueden utilizar un teléfono.
  - Con las tecnologías de hoy, a través de celulares, teléfonos con vídeo, mensajes de texto o computadores, las personas con sordera pueden tranquilamente comunicarse. Anteriormente, se usaron los teletipos.
  - Algunas personas con una pérdida auditiva moderada pueden utilizar teléfonos amplificados.
6. No toda la gente que no oye puede leer los labios.
  - Sólo el 30 % del inglés hablado es visible en los labios.[26][27]
  - La lectura de labios requiere no sólo una buena iluminación, sino también una buena comprensión del lenguaje oral en cuestión y puede depender también del conocimiento contextual de lo que se está diciendo.[27]
7. La mayoría de las personas sordas tienen padres sordos.
  - Menos del 5 % de los niños sordos de los Estados Unidos tiene un padre sordo.[28]
8. Todas las personas sordas o aquellas que tienen problemas auditivos utilizan la lengua de signos.
  - No todas las personas que presentan pérdida auditiva conocen la lengua de signos.[27]
9. Las personas sordas no hablan
  - Sólo si la persona tiene esta discapacidad de nacimiento se puede decir que no puede adquirir lenguaje oral. Pero cuando la sordera es adquirida sí pueden hablar perfectamente aunque no pueda oír o lo haga con dificultad.

## Día Internacional de las Personas Sordas
Cada año se celebra el Día Internacional de las Personas Sordas la última semana del mes de septiembre, concordando con el último domingo. Aunque en España, suele coincidir con el último viernes o sábado del mismo mes.
En este día se reivindican los derechos y demandas de las personas con discapacidad auditiva, y se hacen visible ante la sociedad la riqueza cultural de las comunidades sordas de todo el mundo.
Esta fecha fue elegida por la Fundación Mundial de Personas Sordas (WFD) para conmemorar el primer Congreso Mundial de la WFD que tuvo lugar el septiembre de 1951.